# ARV General Urdaneta (F-23)
La ARV General Urdaneta (F-23) es una fragata lanzamisiles clase Lupo que sirve en la Armada Bolivariana desde 1981. Fue adquirida por Venezuela en 1975 y construida entre 1978 y 1981.

## Construcción y características

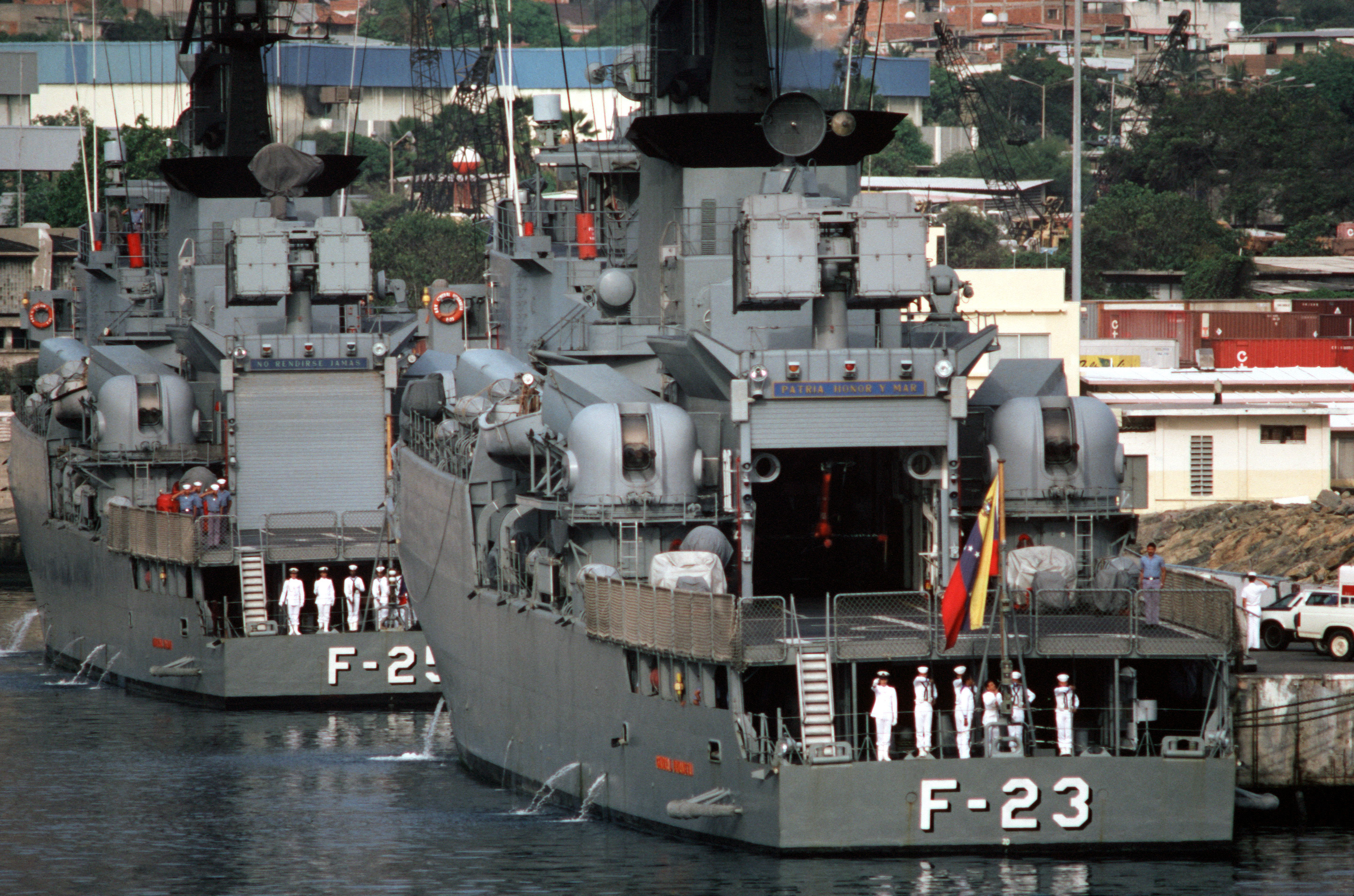
Izamiento de la bandera de Venezuela en la popa durante la Operación Unitas XXV.

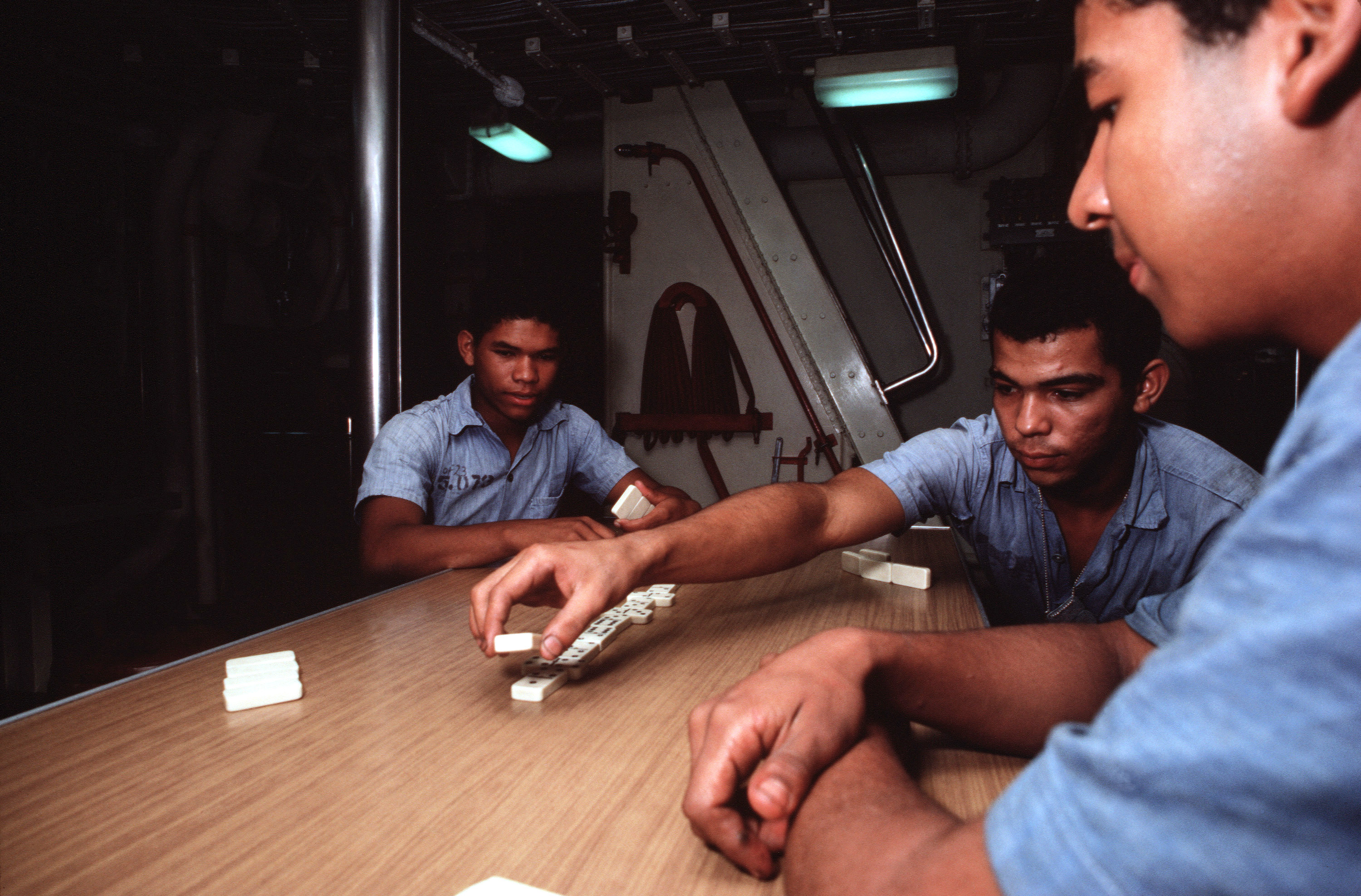
Tripulantes de la General Urdaneta durante la Operación Unitas XXV.

La fragata General Urdaneta fue construida por el Cantieri Navali Riuntini, en Ancona, Italia. La puesta de quilla fue en febrero de 1978, la botadura el 23 de marzo de 1979 y la entrada al servicio en febrero de 1981. Fue la tercera unidad de la clase Lupo, construida por contrato firmado el 24 de octubre de 1975.
Su desplazamiento con carga estándar es de 2208 t, mientras que a plena carga es de 2500 t. Su eslora mide 113,2 m, su manga 11,3 m y su calado 3,7 m. La nave tiene una propulsión CODAG (combinado diésel y gas) compuesta por dos turbinas de gas Fiat/GEI LM2500 de 34 400 bhp y dos motores diésel GMT A320/20M de 7800 hp. El buque puede desarrollar una velocidad de 35 nudos.
Su armamento consiste en un cañón compacto de calibre 127 mm; cuatro cañones de calibre 40 mm; ocho lanzadores de misiles superficie-superficie Otomat; un lanzador de misiles superficie-aire Aspide de ocho celdas; un lanzacohetes SCLAR; y seis tubos lanzatorpedos para guerra antisubmarina.
La General Urdaneta fue objeto de una modernización entre 1998 y 2002 en el Ingalls Shipbuilding de Pascagoula, Misisipi, Estados Unidos. Los trabajos de modernización contemplaron un recorrido total del casco, el reemplazo de los motores diésel de propulsión por otros nuevos, la modernización de las turbinas a gas, el cambio de los sistemas de control de la planta motriz, el reemplazo de los existentes grupos electrógenos por otros nuevos, y la modernización del sistema de comando y control.